# Bouzanteuil
Le Bouzanteuil est un cours d'eau français, qui coule dans le département de l'Indre, en région Centre-Val de Loire.
C'est un affluent de la Creuse, donc un sous-affluent de la Loire, par la Vienne.

## Géographie

### Cours
Le cours d'eau à une longueur de 11,51 km.
Il prend sa source dans le département de l'Indre, à 143 m d'altitude, sur le territoire de la commune de Tendu, puis s'écoule vers le sud-ouest.
Son confluent avec la Creuse, se situe dans le département de l'Indre, à 95 m d'altitude, sur le territoire de la commune de Saint-Gaultier,.

### Départements et communes traversés
Le Bouzanteuil traverse trois communes : Chasseneuil, Saint-Gaultier et Tendu,.

### Bassin versant
Les bassins hydrographiques sont découpés dans le référentiel national BD Carthage en éléments de plus en plus fins, emboîtés selon quatre niveaux : régions hydrographiques, secteurs, sous-secteurs et zones hydrographiques.
Le Bouzanteuil traverse la zone hydrographique « La Creuse de la Bouzanne à la Drouille ».
Le bassin versant du Bouzanteuil s'insère dans la zone hydrographique « La Creuse de la Bouzanne à la Drouille », au sein du bassin DCE plus large « La Loire, les cours d'eau côtiers vendéens et bretons ».

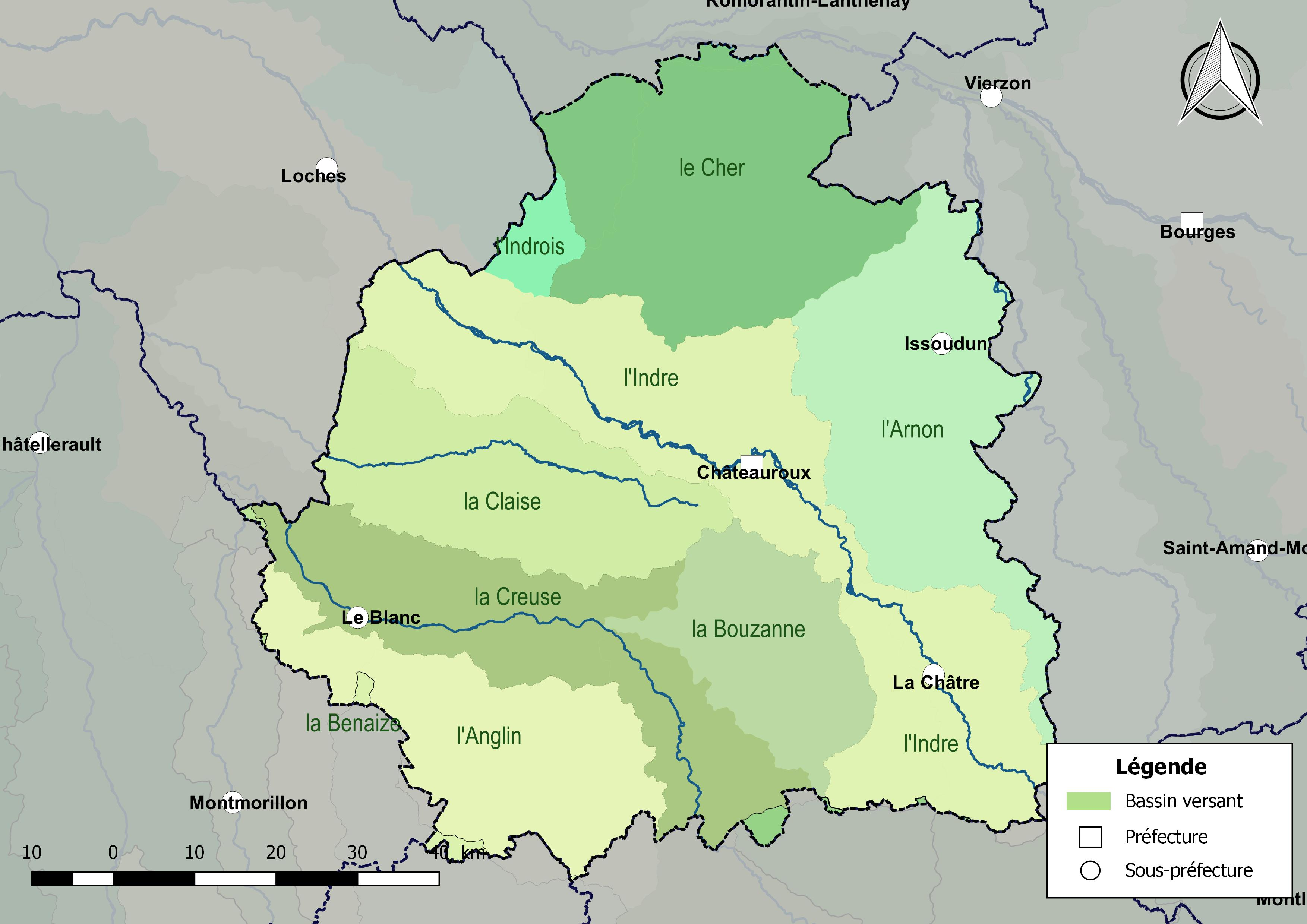
Les principaux bassins versants du département de l'Indre.

#### Échelle du bassin
En France, la gestion de l’eau, soumise à une législation nationale et à des directives européennes, se décline par bassin hydrographique, au nombre de sept en France métropolitaine, échelle cohérente écologiquement et adaptée à une gestion des ressources en eau. Le Bouzanteuil est sur le territoire du bassin Loire-Bretagne et l'organisme de gestion à l'échelle du bassin est l'agence de l'eau Loire-Bretagne.

### Organisme gestionnaire
Le syndicat mixte d’aménagement de la Brenne, de la Creuse, de l’Anglin et de la Claise (SMABCAC) est l'organisme gestionnaire du cours d'eau.

## Affluents
Le Bouzanteuil ne possède pas d’affluents.

### Rang de Strahler
Son rang de Strahler est de un.

## Hydrologie

### État des masses d'eau et objectifs
Pour les cours d’eau, la délimitation des masses d’eau est basée principalement sur la taille du cours d’eau et la notion d’hydro-écorégion. Ces masses d’eau servent ainsi d’unité d’évaluation de l’état des eaux dans le cadre de la directive européenne.
Le Bouzanteuil fait partie de la masse d'eau codifiée FRGR0365b et dénommée « La Creuse depuis le complexe d'Éguzon jusqu'à la confluence avec la Gartempe ».
Le schéma directeur d'aménagement et de gestion des eaux (Sdage) Loire-Bretagne est un document de planification dans le domaine de l’eau. Il définit, pour une période de six ans les grandes orientations pour une gestion équilibrée de la ressource en eau ainsi que les objectifs de qualité et de quantité des eaux à atteindre dans le bassin Loire-Bretagne. L'état des lieux 2013 défini dans la SDAGE 2016 – 2021 et les objectifs à atteindre pour cette masse d'eau sont les suivants,, :
| Code masse d'eau    | FRGR0365b                                                                    |
| Libellé masse d'eau | La Creuse depuis le complexe d'Éguzon jusqu'à la confluence avec la Gartempe |

| Écologique | Biologique | Physico-chimie générale | Polluants spécifiques |
| ---------- | ---------- | ----------------------- | --------------------- |
| Moyen      | Moyen      | Bon état                | Bon état              |

| Écologique | Chimique | Global   |
| ---------- | -------- | -------- |
| Bon état   | Bon état | Bon état |

## Aménagements et écologie

### Milieu naturel
Le cours d'eau est de première catégorie.